# Marlies Mejías García
Marlies Mejías García   (Santiago de Cuba, 29 de desembre de 1992) és una ciclista cubana especialista en la pista, encara que també competeix en ruta. Ha guanyat medalles als Campionats Panamericans i Jocs Centreamericans i del Carib entre altres victòries.Ha participat en dos Jocs Olímpics d'estiu.

## Palmarès en pista
- 2011
  - 1a als Campionats Panamericans en Òmnium
  - 1a als Campionats Panamericans en Persecució per equips (amb Yudelmis Domínguez i Yoanka González)
- 2012
  - 1a als Campionats Panamericans en Òmnium
- 2013
  - 1a als Campionats Panamericans en Persecució
  - 1a als Campionats Panamericans en Òmnium
  - 1a als Campionats Panamericans en Persecució per equips (amb Yudelmis Domínguez i Arlenis Sierra)
- 2014
  - Medalla d'or als Jocs Centreamericans i del Carib, en Persecució
  - Medalla d'or als Jocs Centreamericans i del Carib, en Òmnium
  - Medalla d'or als Jocs Centreamericans i del Carib, en Velocitat per equips
  - Medalla d'or als Jocs Centreamericans i del Carib, en Persecució per equips
- 2016
  - 1a als Campionats Panamericans en Òmnium
- 2018
  - Medalla d'or als Jocs Centreamericans i del Carib, en Persecució
  - Medalla d'or als Jocs Centreamericans i del Carib, en Persecució per equips
  - Medalla d'or als Jocs Centreamericans i del Carib, en scratch

## Palmarès en ruta
- 2014
  - Medalla d'or als Jocs Centreamericans i del Carib, en ruta
- 2015
  -  Campiona Panamericana en ruta
  -  Campiona de Cuba en contrarellotge
- 2016
  - Vencedora d'una etapa a la Volta a Colòmbia
- 2017
  - Vencedora de 2 etapes al North Star Grand Prix
- 2018
  -  Campiona de Cuba en contrarellotge
- 2021
  -  Campiona Panamericana en contrarellotge
- 2023
  - Vencedora d'una etapa a la Redlands Bicycle Classic
  - Vencedora d'una etapa al Tour de Gila
  - Vencedora d'una etapa a la Joe Martin Stage Race
- 2024
  - Vencedora d'una etapa al Tour de Gila
- 2025
  -  Campiona de Cuba en ruta
  -  Campiona de Cuba en contrarellotge